# 비톨트 보이다
비톨트 보이다(폴란드어: Witold Woyda, 1939년 5월 10일~2008년 5월 5일)는 폴란드의 펜싱 선수, 지도자로 주 종목은 플뢰레이다. 올림픽에 4회(1960, 1964, 1968, 1972) 참가하여 1972년 하계 올림픽에서 획득한 개인전과 단체전 금메달 2개를 포함해 올림픽 메달 4개를 획득했다. 또한 세계 선수권 대회에서 1962년 세계 선수권 대회 개인전 은메달을 포함하여 은메달 5개, 동메달 5개를 획득했다. 그는 최초로 단일 올림픽 대회에서 2개 이상의 금메달을 획득한 폴란드 국적 선수이다.
현역 은퇴 후 이탈리아에서 펜싱 지도자로 활동했고 이후 미국으로 건너가 그 곳에서 여생을 보냈다.